# 3B 정책
3B 정책은 비스마르크 실각 이후 독일의 제국주의 정책의 기본 노선을 말한다. 3B는 독일의 베를린, 터키의 비잔티움, 이라크의 바그다드를 의미하며, 독일은 3B정복을 통해 독일-동유럽-발칸-페르시아만을 연결하는 세력 팽창을 꾀했다. 이에, 관련 당사국인 러시아는 남하정책, 영국은 투르크 제국의 보호, 프랑스는 대중동국가에 영향력 유지와 상충되어 이에 맞서는 삼국협상을 조직하게 된다.